# Pražmo
Pražmo (in polacco Prażmo, in tedesco Praschmo) è un comune della Repubblica Ceca facente parte del distretto di Frýdek-Místek, nella regione della Moravia-Slesia.